# Coleophora fiorii
Coleophora fiorii é uma espécie de mariposa do gênero Coleophora pertencente à família Coleophoridae.